# کوکو مارتین
کوکو مارتین (انگلیسی: Coco Martin؛ زادهٔ ۱ نوامبر ۱۹۸۱) بازیگر، مدل، فیلم‌نامه‌نویس، تهیه‌کننده فیلم، و کارگردان فیلم اهل فیلیپین است. او یکی از پرافتخارترین بازیگران فیلیپینی قرن بیست و یکم است. فیلم‌های مارتین در سراسر جهان ۲.۳ میلیارد پزوی فیلیپین فروش داشته‌اند. او اغلب با عنوان «ابرستاره غایی» شناخته می‌شود.
از فیلم‌ها یا مجموعه‌های تلویزیونی که وی در آن‌ها نقش داشته‌است، می‌توان به مرد استانی و پذیرایی اشاره نمود.